# Сад (селище)
Сад — селище в Україні, в Іларіонівській селищній громаді Синельниківського району Дніпропетровської області. Населення за даними сайту postcode.in.ua становить 484 осіб. До 2017 року орган місцевого самоврядування — Іларіонівська селищна рада.

## Географічне розташування
Селище Сад розташоване за 6 км від обласного центру та 29 км від районного центру, на правому березі річки Маячка, вище за течією на відстані 1 км розташоване селище Іларіонове. Річка в цьому місці пересихає. Поруч проходять автошляхи територіального значення  Т 0401, Т 0442 та залізниця, пасажирський зупинний пункт Платформа 212 км та станція Іларіонове (за 2,5 км).

## Історія
Вперше згадується у 1850—1899 роках. 
У 1957 роках отримало статус — селище.
9 червня 2017 року, в ході децентралізації, селище міського типу Сад увійшло до складу Іларіонівської селищної громади.
19 липня 2020 року, в результаті адміністративно-територіальної реформи та ліквідації   Синельниківського (1923—2020) району, селище увійшло до складу новоутвореного Синельниківського району.

## Населення

### Мова
Розподіл населення за рідною мовою за даними перепису 2001 року:
| Мова       | Кількість | Відсоток |
| ---------- | --------- | -------- |
| українська | 408       | 86.08%   |
| російська  | 65        | 13.71%   |
| білоруська | 1         | 0.21%    |
| Усього     | 474       | 100%     |

## Об'єкти соціальної сфери
- Початкова школа-садочок.
- Амбулаторія.